# Trichoteleia pauliani
Trichoteleia pauliani är en stekelart som först beskrevs av Jean Risbec 1956.  Trichoteleia pauliani ingår i släktet Trichoteleia och familjen Scelionidae. Inga underarter finns listade i Catalogue of Life.